# Kinderarts

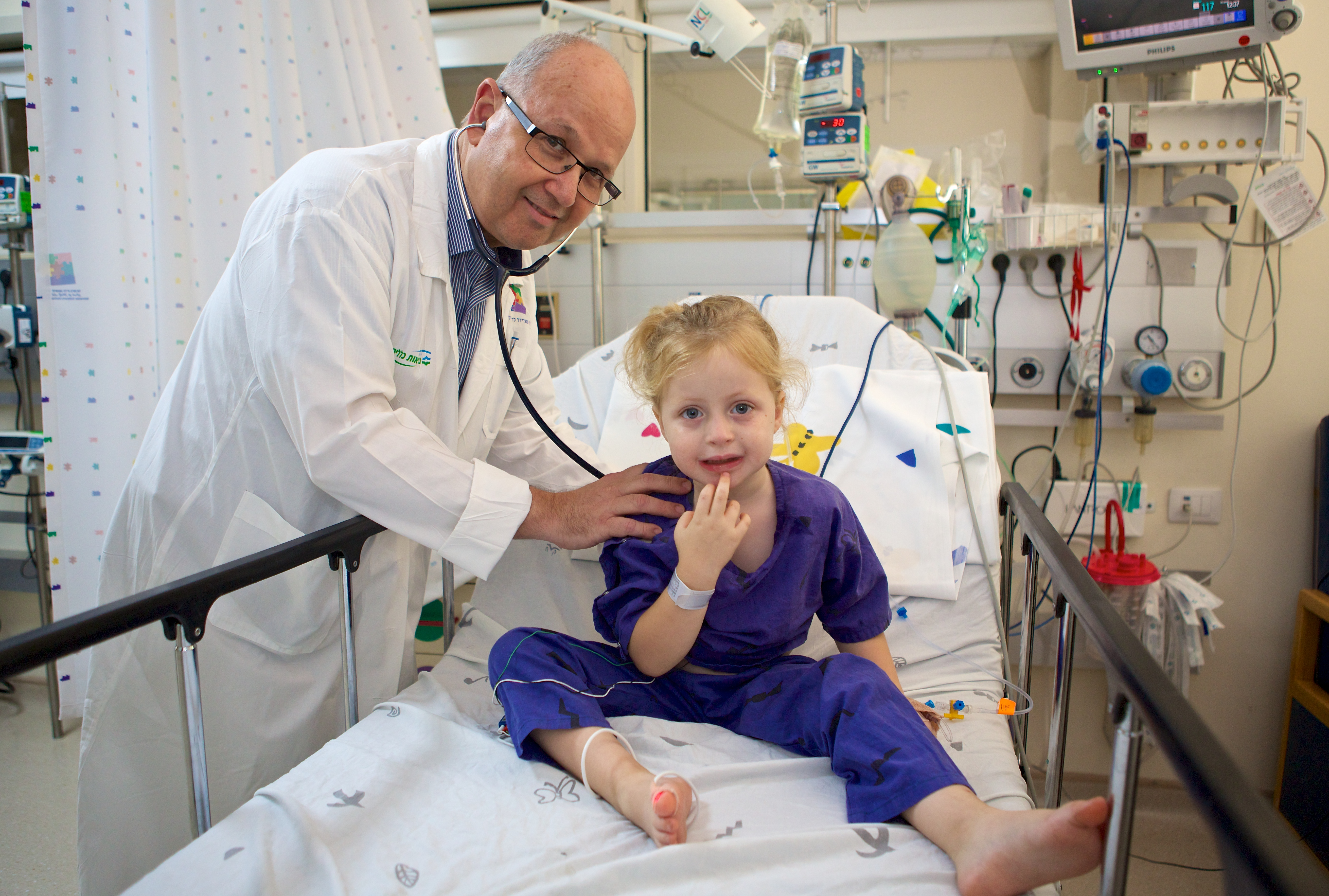
Kinderarts in Israël (2014)

Een kinderarts of pediater is een arts die is gespecialiseerd in de behandeling van kinderen (pediatrie). De leeftijd waarin kinderen door de kinderarts worden behandeld loopt vanaf de geboorte totdat ze uitgegroeid zijn, dus meestal zo'n 16 tot 18 jaar. De kinderarts behandelt alle aandoeningen waarbij niet geopereerd hoeft te worden.
Een subspecialisme is neonatologie.

## Opleiding
Om kinderarts te worden moet men in Nederland eerst 6 jaar geneeskunde studeren aan een universiteit (incl. coassistentschappen) en daarna een 5-jarige opleiding tot kinderarts.